# Heliophanus kankanensis
Heliophanus kankanensis este o specie de păianjeni din genul Heliophanus, familia Salticidae, descrisă de Berland, Millot, 1941. Conform Catalogue of Life specia Heliophanus kankanensis nu are subspecii cunoscute.